# لويس إيرنيستو بيريز مارتينيز
لويس إيرنيستو بيريز مارتينيز (بالإسبانية: Luis Ernesto Pérez Martínez) (15 مارس 1989 في المكسيك - ) هو لاعب كرة قدم مكسيكي في مركز الوسط.

## وصلات خارجية
- لويس إيرنيستو بيريز مارتينيز على موقع قاعدة بيانات كرة القدم.إي يو (الإنجليزية)
- لويس إيرنيستو بيريز مارتينيز على موقع Soccerway.com (الإنجليزية)